# 팰머스 (콘월주)

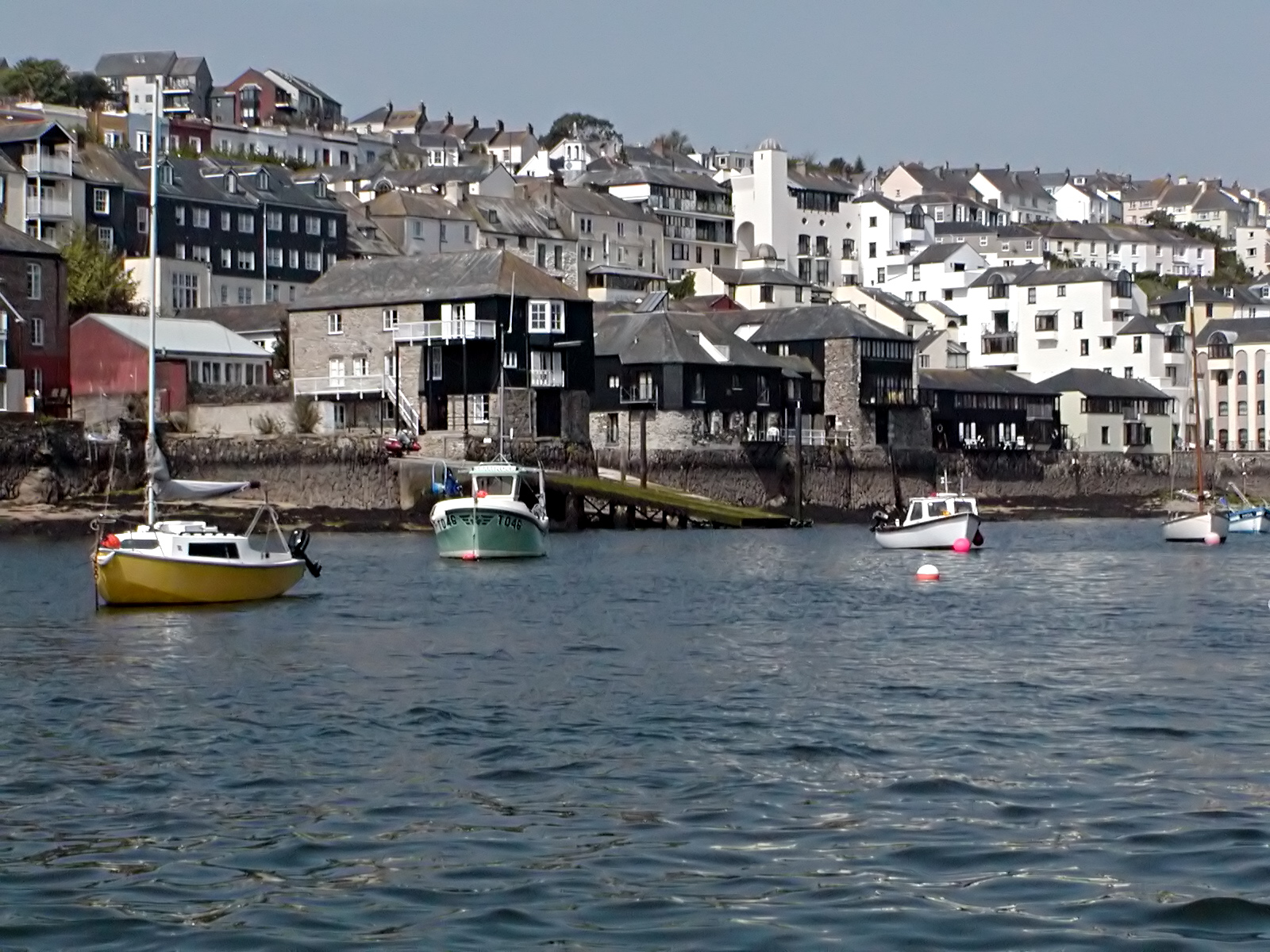
팰머스

팰머스(Falmouth)는 잉글랜드 콘월주의 항구 도시이다. 인구는 21,635명이다.